# Сенкевич Олександр Анатолійович
Олександр Сенкевич (нар. 16 травня 1989) — український спортсмен, веслувальник на байдарках і каное, срібний призер літньої Універсіади у Казані. Учасник перших Європейських Олімпійських ігор
Вихованець СДЮШОР ім. олімпійської чемпіонки Ю. Рябчинської у місті Вінниця, веслувальної бази " Авангард"
Сенкевич виступає за Збройні сили України. Тренери — Михайло Лучник, В'ячеслав Сорокін. Перший тренер — Богуславський Юрій

## Біографія
Проживає в Вінниці.
Спортом займатися почав 2001 року.
Представляє клуб: ФСК "Хімік" (Одеська область)
Чемпіон України серед юніорів 2007 року.
Переможець Чемпіонатів та Кубків України  2014, 2013, 2012, 2011,  років.
Фіналіст Чемпіонатів Світу та Європи 2014, 2013, 2012, 2011 років

### Універсіада 2013
На літній Універсіаді, яка проходила з 6-о по 17-е липня у Казані, Олександр предсталяв Україну в веслуванні на байдарках і каное у дисципліні байдарка-четвірка 200 метрів. та завоював срібну нагороду разом із Максимом Більченко, Євгеном Карабутою та Ігорем Труновим.
У попередніх запливах вони посіли перше місце (32.196) чим відразу гарантували собі участь у фіналі. Там українці покращили свій час до 30.611, але цього виявилось недостатньо і вони посіли лише друге місце. Чемпіонами стали росіяни (30.060), бронзові нагороди у поляків (31.031).

## 2014
У серпні 2014 року на Чемпіонаті світу  з веслуванні на байдарках і каное в байдарці одиночці на дистанції 200 метрів встановив особистий рекорд, показавши  у півфінальному заїзді результат 34.651 секунди

## 2015
У липні 2015 року на перших Європейських Олімпійських іграх 2015 року в Азейбаржані  Олександр представляв національну збірну команду України з веслування на байдарках та каное у дисципліні К-1 200 м та посів 6 місце. ]

## Державні нагороди
- Орден Данила Галицького (25 липня 2013) — за досягнення високих спортивних результатів на XXVII Всесвітній літній Універсіаді в Казані, виявлені самовідданість та волю до перемоги, піднесення міжнародного авторитету України[4]